# Chaetopsis probosciophora
Chaetopsis probosciophora är en svampart som beskrevs av DiCosmo, S.M. Berch & W.B. Kendr. 1983. Chaetopsis probosciophora ingår i släktet Chaetopsis, divisionen sporsäcksvampar och riket svampar.   Inga underarter finns listade i Catalogue of Life.